# Bitka kod izvora Krke u Topolju
Bitka kod izvora Krke u Topolju je bila bitka koja se odvijala 7. lipnja 1324. godine kod izvora rijeke Krke u Topolju kraj Knina. Bitka je bila kulminacija opsade i napada Jurja od velikaške kuće Šubić za prevlast nad centralnom Hrvatskom s Nelipcem Nelipić. Bitka je završila pobjedom Nelipca te je u njoj uhvaćen Juraj koji je zatim bio zatvoren u tamnici Kninske tvrđave.

## Pozadina i tijek bitke
Juraj Bribirski okupio je saveznike, te mu uz Poljičane pomažu Bosanci, Zadrani i krčki knez Fridrik. Uz njega je bio i Mlečanin Bajamonte Tiepolo, rođak bana Pavla, koji je godine 1310. u Veneciji podigao bunu s namjerom da svrgne dužda Petra Gradoniga i postavi sebe. Nakon neuspjeha bježe u Hrvatsku te godina 1311., 1320. i 1322. "obnaša čast potestata grada Nina, to po čemu se može suditi, da je odatle doveo vojnika". Knez Juraj krene s vojskom na Nelipića i dođe nadomak Kninu, te se utabori u Topolju kod izvora rijeke Krke čekajući, da prispije pomoć od Zadrana i krčkog kneza. Ali ga 7. VI. 1324. g. iz Knina iznenadi vojvoda Nelipić, s kojim je bio vojvoda Juraj Mihovilović iz Livna, te oni hametice potuku Jurjevu vojsku, a samoga Jurja s Bajamontom Tiepolom, nekim Bubanom i drugim njegovim baronima zarobe i bace u kninsku tamnicu, gdje su odležali dvije godine. Time se vojvoda Nelipić riješi posljednjeg takmaca među hrvatskim velikašima, koji je imao izgleda, da ga ugrozi i odsele on iz tvrdog Knina prkosi kralju i njegovim banovima. Tokom te dvije godine zatočeništva Jurjeva žena je upravljala njegovim posjedima u Dalmaciji.

## Vanjske poveznice
- Nelipčići. Hrvatska enciklopedija
- R. Horvat. Povijest Hrvatske. Ban Mikac i vojvoda Nelipić